# Старий Трг-об-Колпі
Старий Трг-об-Колпі (словен. Stari trg ob Kolpi) — поселення в общині Чрномель, Південно-Східна Словенія, Словенія. Висота над рівнем моря: 376,3 м.